# Заборье (Берёзовский район)
Заборье — деревня в Берёзовском районе Пермского края. Административный центр Заборьинского сельского поселения.

## География
Расположена на реке Заборьинка (левый приток реки Шаква), в 8 км к юго-западу от райцентра, села Берёзовка.
Высота местоположения над уровнем моря в центральной населённой части: 155 м

### Уличная сеть
- Молодёжная ул.
- Сельская ул.
- Строителей ул.
- Школьная ул.

## История

Заборьинская школа

Населённый пункт известен как деревня с 1796 года; село — с 1910 года.
В 1869 году в Заборье было 29 дворов, проживало 100 женщин и 91 мужчина
В 1904 году в деревне 50 хозяйств, и проживает 257 человек. Заборье относилось к Сажинской волости Кунгурского уезда.
В 1915 году прихожанами и на добровольные пожертвования построена Церковь, названа в честь Успения Пресвятой Богородицы. В 1930-е церковь была закрыта и долгие годы использовалась, как сельский клуб.
С 1924 года Заборье относилось к Чесноковскому сельсовету.
В 1930 году в Заборье организовался колхоз «Путь Ленина». Вначале в колхоз записалось одиннадцать хозяйств.
В 1957 году, когда все мелкие колхозы объединены были в один — «40 лет Октября»
В 1959 году в Заборье имелось всего 43 хозяйства, а проживало 126 человек. С укрупнением колхозов, сельсоветов и переводом в Заборье школы из Карнаухово деревня расширила свои границы, увеличилось количество населения.
В 2013 году здесь 180 хозяйств, население 525 человек.

## Население
| 2010 |
| ---- |
| 522  |

## Инфраструктура
Основа экономики — сельское хозяйство.
ФМБОУ Берёзовская СОШ № 2 Заборьинская ООШ.
Фельдшерско-акушерский пункт
Заборьинская сельская библиотека им. Павленкова
В Заборьинском сосновом бору расположена лыжная трасса, работает пункт проката лыж.

## Транспорт
Деревня доступна автотранспортом.
Остановка общественного транспорта «Заборье».

## Топографические карты
- Лист карты O-40-91 Усть-кишерть. Масштаб: 1 : 100 000. Состояние местности на 1980 год. Издание 1987 г.